# Smoren (culinair)

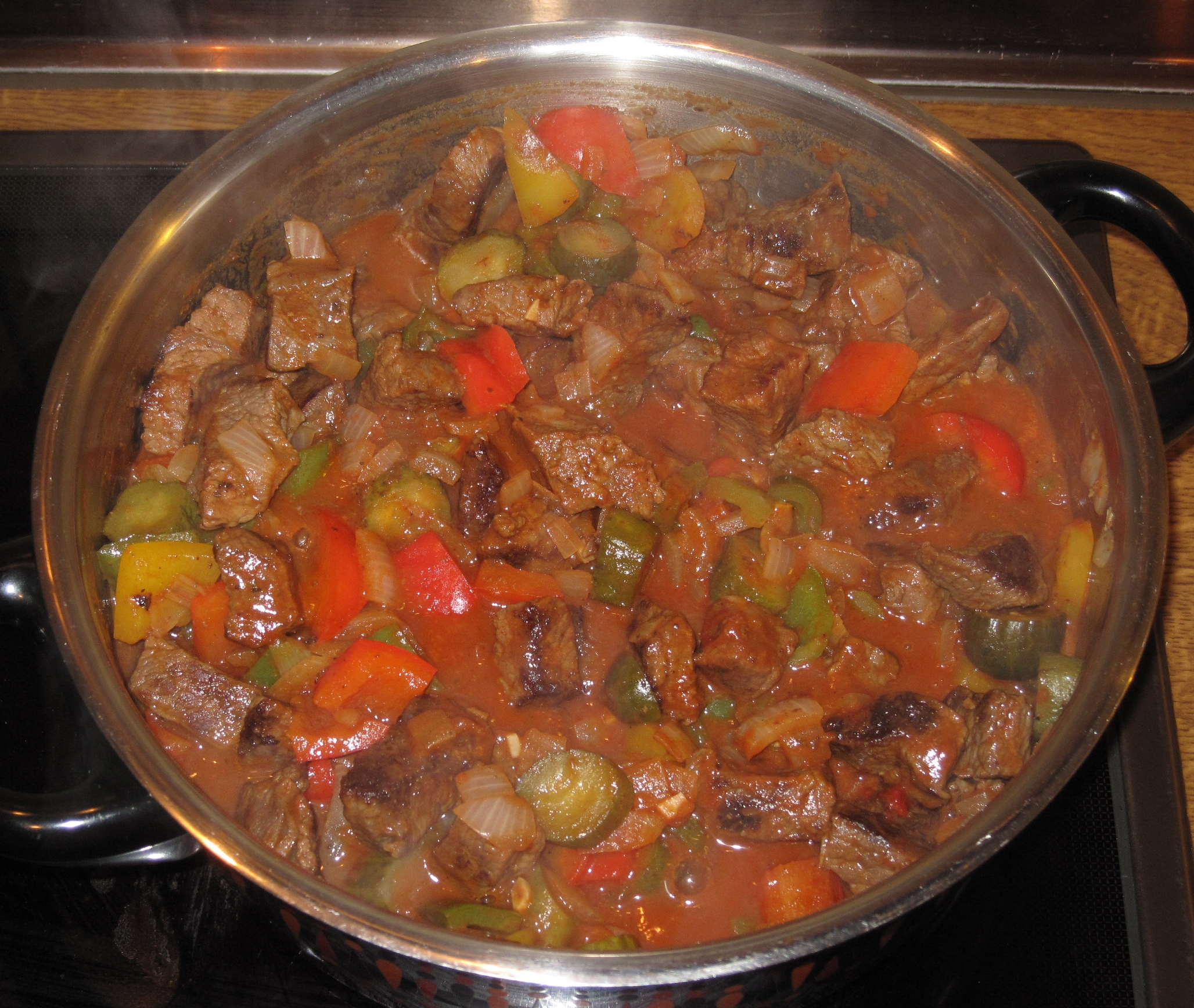
Smoren

Smoren of braiseren is een kooktechniek waarbij groenten worden gegaard, al of niet op een onderlaag van aromaten, bevochtigd onder een deksel op een laag vuur of in een oven op matige temperatuur. Voor het braiseren van groenten maakt men onderscheid tussen: 
Gevulde groenten
Het garen van groenten op een onderlaag van aromaten met een vloeistof, onder een deksel in een matige warme oven. 
Men maakt gebruik van volgende ingrediënten:
- Aromaten 
  - Vette mirepoix
- Vloeistof
  - Fond
  - Water
  - Rode wijn

Andere groenten
- de groenten garen in een vloeistof
- dit onder deksel in een matig warme oven